# Gnopharmia illustris
Gnopharmia illustris är en fjärilsart som beskrevs av Ebert 1965. Gnopharmia illustris ingår i släktet Gnopharmia och familjen mätare. Inga underarter finns listade i Catalogue of Life.